# Llama
LLaMA (zkratka pro Large Language Model AI) je série velkých jazykových modelů vyvinutých společností Meta. Modely LLaMA jsou určeny pro široké spektrum úloh z oblasti zpracování přirozeného jazyka a byly navrženy jako otevřenější alternativa ke komerčně uzavřeným modelům, jako je GPT od OpenAI.

## Historie
První verze modelu LLaMA byla zveřejněna v únoru 2023. Meta ji nabídla akademické a výzkumné komunitě po podepsání licenční smlouvy. V červenci 2023 byla uvedena verze LLaMA 2, která byla dostupná pod volnější licencí i pro komerční využití.
V dubnu 2024 následovala třetí generace LLaMA 3.
Dne 5. dubna 2025 Meta oznámila vydání modelů LLaMA 4. Tato generace zahrnuje modely LLaMA 4 Scout a LLaMA 4 Maverick. Scout je lehčí model optimalizovaný pro provoz na jednom GPU, zatímco Maverick je výkonnější model zaměřený na náročnější úlohy. Byl také oznámen vývoj modelu LLaMA 4 Behemoth, který by měl sloužit pro trénink dalších generací modelů.

## Technické informace
Modely LLaMA jsou trénovány na rozsáhlých korpusech textu z různých veřejně dostupných zdrojů. LLaMA 2 byla dostupná ve variantách s 7, 13 a 65 miliardami parametrů. LLaMA 3 přinesla modely s až 400 miliardami parametrů a podporou multimodálního vstupu. LLaMA 4 dále rozšiřuje multimodalitu, umožňuje efektivní běh na různých typech hardwaru a nabízí lepší výkon v úlohách uvažování, kódování a zpracování textu.

## Licencování
Zatímco původní LLaMA měla omezené použití na výzkum, LLaMA 2, LLaMA 3 a LLaMA 4 byly uvolněny pod volnějšími licencemi, které umožňují i komerční využití, za určitých podmínek.

## Ohlas a použití
Modely LLaMA si rychle získaly popularitu mezi vývojáři díky otevřenému přístupu a vysokému výkonu. Často bývají nasazovány jako základ pro další open-source jazykové modely, například Alpaca, Vicuna nebo nové deriváty založené na LLaMA 3 a 4. Modely LLaMA 4 jsou rovněž integrovány do AI asistentů na platformách WhatsApp, Facebook Messenger a Instagram.